# Rosskopf (Stubaier Alpen)
Der Rosskopf (italienisch Monte Cavallo) ist der östlichste Ausläufer des Aggls-Rosskopf-Kamms in den Stubaier Alpen und Hausberg der Stadt Sterzing in Südtirol, Italien. Der begraste Gipfel trägt ein Kreuz und erreicht eine Höhe von 2189 m s.l.m.

## Erschließung

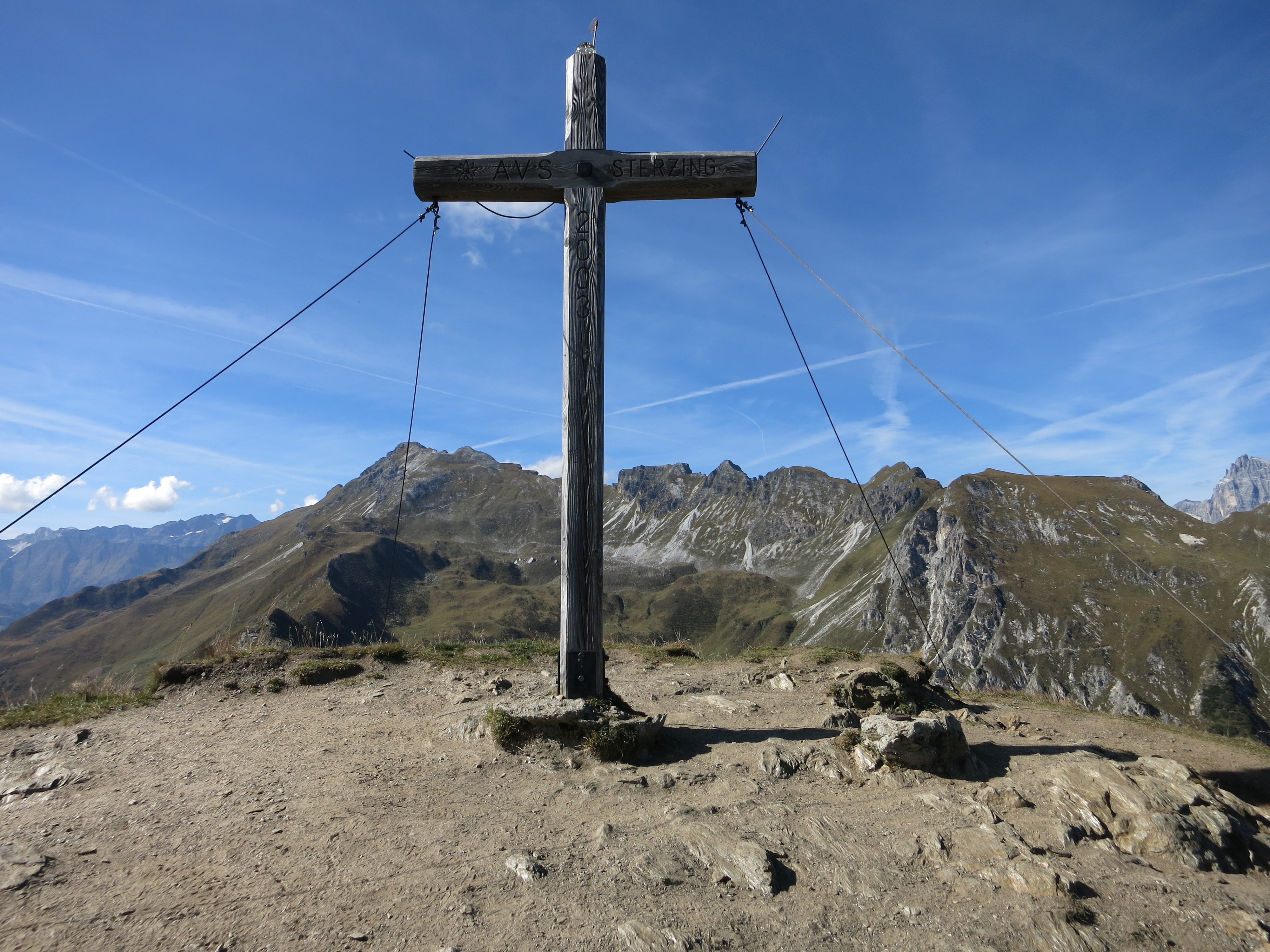
Auf dem Gipfel des Rosskopfs

Der Aufstieg zum Gipfel ist leicht. Entweder schlägt man zunächst den Weg zum Sterzingerhaus (1930 m) ein und folgt von dort weiter dem Ostrücken in 40 Minuten bis zum Gipfel, oder man nähert sich dem Rosskopf von der Ochsenscharte (2176 m) her über den Westkamm in 1 Stunde. Dieser Aufstieg erfordert Trittsicherheit und Bergerfahrung. Als Kammüberschreitung bietet sich der nicht gänzlich unschwierige, jedoch markierte Übergang zu den Telfer Weißen (2588 m) in ca. 2 Stunden an.
An den Osthängen befinden sich ein Skigebiet und Möglichkeiten zum Langlauf. Die Umgebung Rosskopf ist außerdem Ausgangspunkt für verschiedene Höhenwanderwege.

## Sendestandort
Die Rundfunk-Anstalt Südtirol betreibt auf dem vom Gipfel Richtung Nordosten absinkenden Kamm des Bergs die Sendestation Rosskopf, die diverse Programme (UKW/DAB-Radio und Fernsehen) ausstrahlt.